# George Syran
George Syran (eigentlich George Syrianoudis, * 21. Juli 1928 in Youngstown, Ohio; † 29. Dezember 2004 in Bergen County, New Jersey) war ein US-amerikanischer Pianist des Modern Jazz.

## Leben
Mit fünfzehn Jahren wurde George Syran Berufsmusiker und spielte Klarinette und Tenorsaxophon bei Bobby Sherwood (1947–49), studierte dann 1949/50 am Konservatorium in Cincinnati und an der New Yorker Manhattan School of Music. 1952 war er Pianist bei Cannonball Adderley und ab 1953 bei Phil Woods, mit dem er im Nut Club im Greenwich Village auftrat. Mit Woods war er auch an einem Album des Trompeters Jon Eardley beteiligt. Ende der 1950er Jahre hatte er auch ein eigenes Trio in New York. 1981 wirkte er an einem Album von Dick Meldonian mit.

## Auswahldiskographie
- Jon Eardley Seven (Prestige/OJC, 1956) mit Phil Woods, Zoot Sims
- Phil Woods: Pot Pie (Prestige Records/OJC, 1954/55)
- Phil Woods: Phil & Quill (Prestige/OJC, 1957) mit Gene Quill
- Phil Sunkel: Jazz Band (ABC-Paramount 1956)

## Lexikalischer Eintrag
- John Jörgensen & Erik Wiedemann: Jazzlexikon. München, Mosaik, ca. 1960.

## Weblink
- Nachruf bei der Musikergewerkschaft Local 802